# Niaz Murshed
Niaz Murshed (Dhaka, 13 mei 1966) is een schaker uit Bangladesh, met FIDE-rating 2422 in 2017. Hij is sinds 1987 een grootmeester (GM). In 1987 was hij de eerste inwoner van Zuid-Azië die grootmeester werd.

## Eerste jaren
Murshed was een zoon van Manzur Murshed en Najma Ahmed. Hij leerde schaken van zijn oudere broer. Zijn buurjongen was Jamilur Rahman, die later nationaal kampioen werd. In 1983 rondde hij zijn schooltijd op de St. Joseph High School af met een examen, en stroomde door naar het Dhaka College, waar hij in 1985 eindexamen deed.

## Schaakcarrière

### Nationaal
Op negenjarige leeftijd nam Murshed deel aan de voorronden van het nationale kampioenschap schaken, maar kon zich nog niet kwalificeren. In 1978 werd hij, met twee anderen, gedeeld eerste op het nationale kampioenschap, derde na tie-break. Hij won het nationale kampioenschap van Bangladesh in 1979, 1980, 1981 en 1982. In 2012 werd hij wederom de nationale kampioen.

### Internationaal
In 1979 speelde Murshed zijn eerste internationale wedstrijd in Calcutta, India. In 1981 werd hij gedeeld eerste in het Asian Junior Championship, in Dhaka, maar in de tiebreak-berekening werd Ricardo de Guzman tot winnaar van de titel uitgeroepen. Eveneens in 1981 werd hij tweede bij het zonetoernooi in Sharjah, UAE, waarbij ook de titel Internationaal Meester (IM) verwierf. In 1982 nam Murshed deel aan het Wereldkampioenschap schaken junioren, zijn partij tegen de Deen Lars Schandorff werd uitgeroepen tot de beste partij van het toernooi. In 1991 won hij het Goodrich-toernooi (India), in 1992 werd hij tweede in het GM-toernooi in Cebu (Filipijnen), in 1993 werd hij derde in het Doha Chess Festival (Qatar) en gedeeld eerste in het zonetoernooi. In 2004 werd hij gedeeld tweede in het Commonwealth Schaakkampioenschap in Mumbai. In november 2009 werd Niaz Murshed gedeeld 3e–8e met Anton Filippov, Elshan Moradiabadi, Merab Gagunashvili, Alexander Shabalov en Vadym Malachatko in het Ravana Challenge toernooi in Colombo.

### Resultaten in schaakteams
Hij speelde namens Bangladesh in de Schaakolympiades van 1984, 1990, 1994, 1996, 2002 en 2004.

## Opleiding
Na het behalen van de GM-titel ging Murshed economie studeren aan de Universiteit van Pennsylvania, hij behaalde een bachelor's graad.

## Speelstijl
Murshed speelt vooral positiespel, kleine voordelen bouwt hij uit tot winst.

## Externe koppelingen
- (en)   Informatie over schaakpartijen van Niaz Murshed op ChessGames.com
- (en)   Informatie over schaakpartijen van Niaz Murshed op 365chess.com
- (en)  FIDE-ratinggegevens voor Niaz Murshed